# Venningen

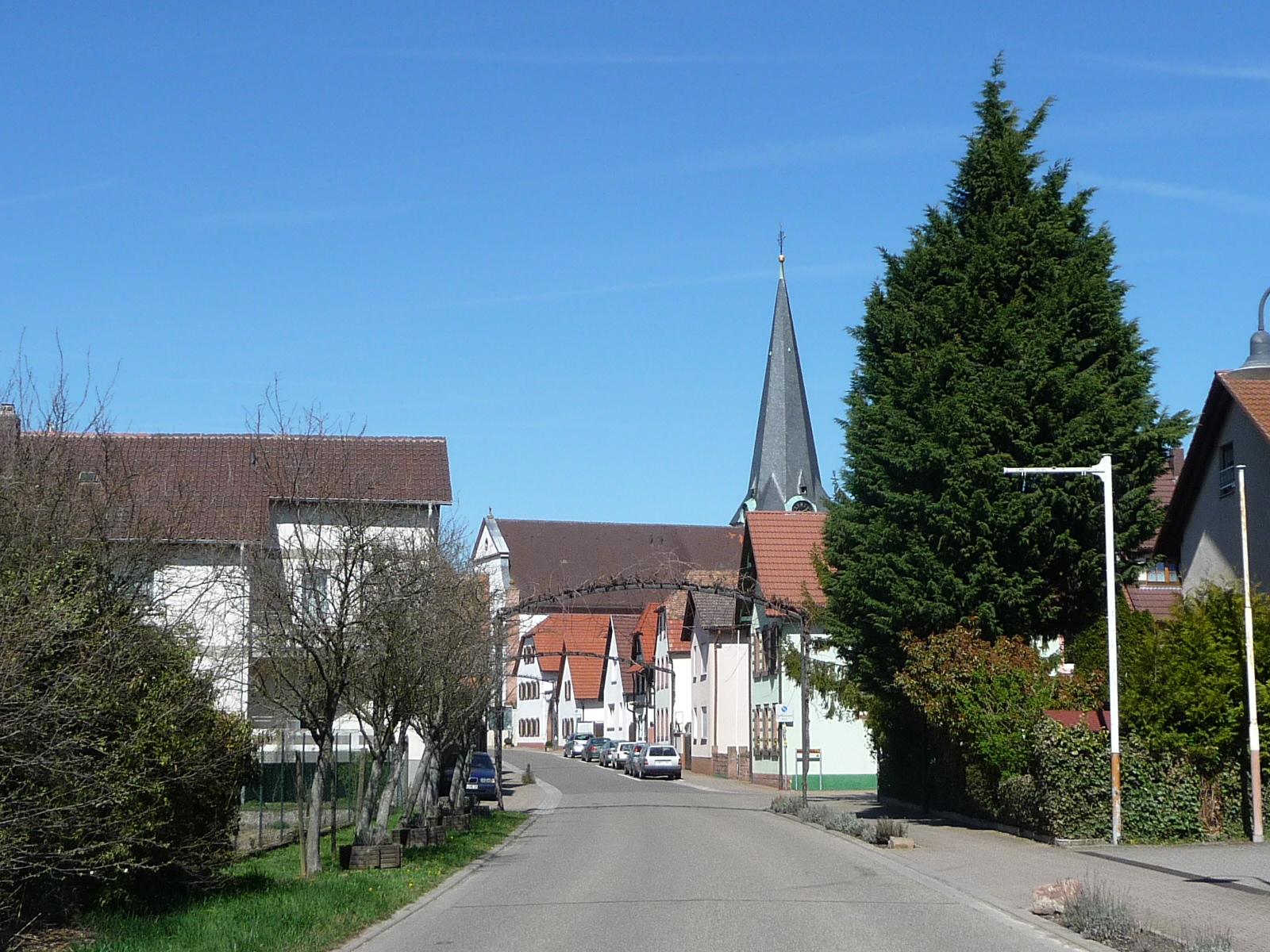
Ortsbild von Venningen

Venningen ist eine Ortsgemeinde im Landkreis Südliche Weinstraße in Rheinland-Pfalz. Sie gehört der Verbandsgemeinde Edenkoben an.

## Geographie

### Lage
Der Weinbauort liegt drei Kilometer östlich von Edenkoben zwischen dem Biosphärenreservat Pfälzerwald und dem Rhein und befindet sich mitten im Gäu. Zu Venningen gehören außerdem zwei Exklaven im Pfälzerwald. Die eine befindet sich südwestlich von Edenkoben und die andere im Nordwesten des Landkreises Südliche Weinstraße. Innerhalb Letzterer liegt die Waldsiedlung Helmbach. Nachbargemeinden sind im Uhrzeigersinn Kirrweiler, Neustadt an der Weinstraße, Altdorf, Großfischlingen, Edesheim und Edenkoben.

### Erhebungen und Gewässer
Die weiter östlich liegende Exklave wird vom Spitzbergel überragt. Durch die Gemeinde selbst verläuft am südlichen Rand des Siedlungsgebiets in West-Ost-Richtung der Triefenbach. Der Leißelgraben – in diesem Bereich Lachgraben genannt – bildet größtenteils die Gemarkungsgrenze zu Großfischlingen. Die westlich liegende Exklave wird im Nordwesten vom Helmbach begrenzt und im Osten vom Kohlbach. Zudem umfasst sie das Südufer des Helmbachweihers.

## Geschichte
Erstmals wurde der Ort im Jahre 859 urkundlich erwähnt. Bis zum Ende des 18. Jahrhunderts gehörte der Ort zum Hochstift Speyer.
Von 1798 bis 1814, als die Pfalz ein Teil der Französischen Republik (bis 1804) und anschließend des Napoleonischen Kaiserreichs war, war Venningen in den Kanton Edenkoben eingegliedert und besaß eine eigene Mairie. 1815 hatte der Ort insgesamt 980 Einwohner. Im selben Jahr wurde er Österreich zugeschlagen. Bereits ein Jahr später wechselte der Ort wie die gesamte Pfalz in das Königreich Bayern. Von 1818 bis 1862 gehörte die Gemeinde dem Landkommissariat Landau an; aus diesem ging das Bezirksamt Landau  hervor.
Ab 1939 war der Ort Bestandteil des Landkreises Landau in der Pfalz. Nach dem Zweiten Weltkrieg wurde Venningen innerhalb der französischen Besatzungszone ein Teil des damals neu gebildeten Landes Rheinland-Pfalz. Im Zuge der ersten rheinland-pfälzischen Verwaltungsreform wechselte der Ort am 7. Juni 1969 in den neu geschaffenen Landkreis Landau-Bad Bergzabern, der 1978 in Landkreis Südliche Weinstraße umbenannt wurde. 1972 wurde Venningen der ebenfalls neu gebildeten Verbandsgemeinde Edenkoben zugeordnet.

## Religion
2012 waren 64,8 Prozent der Einwohner römisch-katholisch und 19,4 Prozent evangelisch. Die übrigen gehörten einer anderen Religion an oder waren konfessionslos. Die Katholiken gehören zum Bistum Speyer, die Evangelischen zur Protestantischen Landeskirche Pfalz.

## Politik

### Gemeinderat

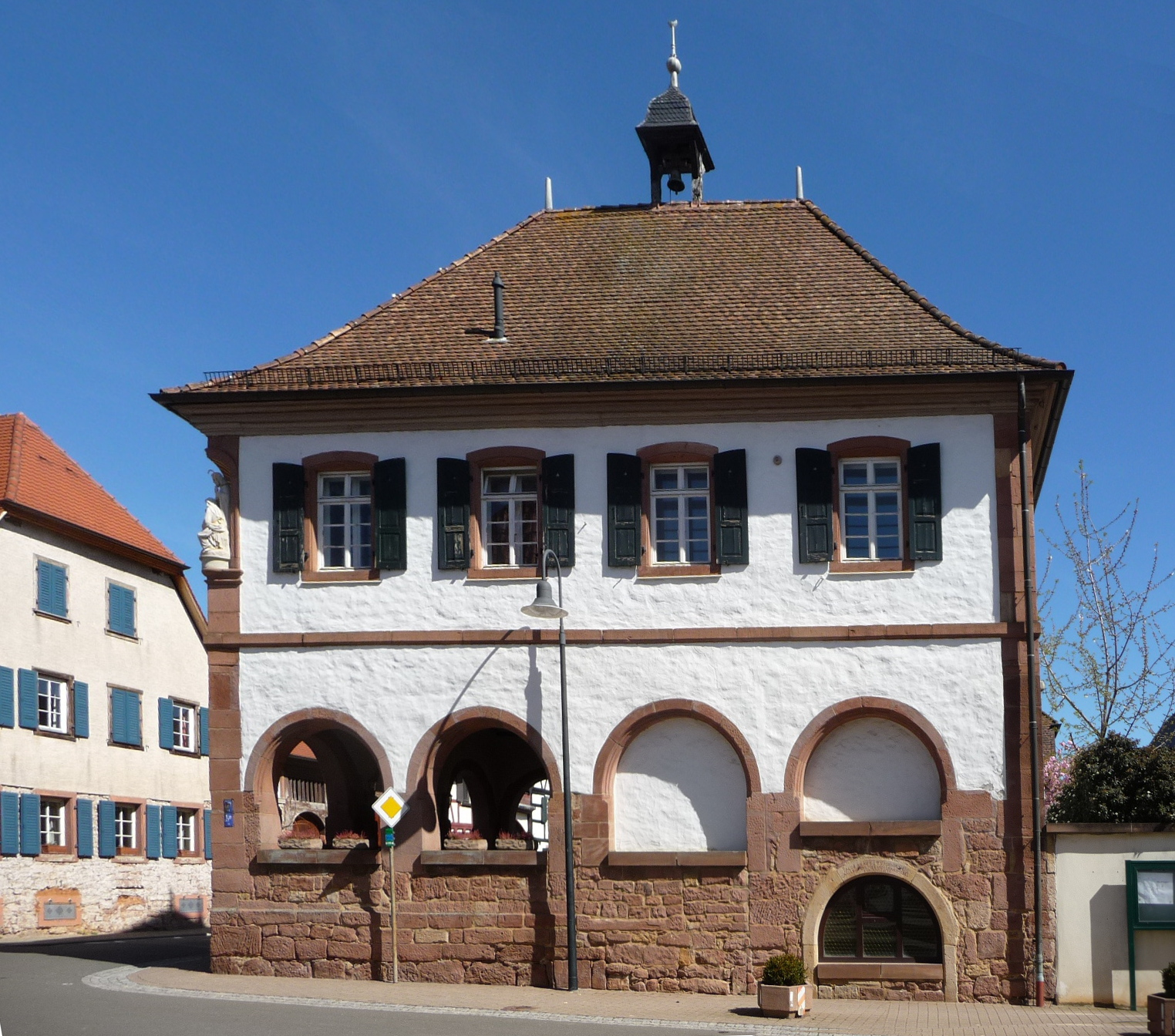
Rathaus

Der Gemeinderat in Venningen besteht aus zwölf Ratsmitgliedern, die bei der Kommunalwahl am 9. Juni 2024 in einer Mehrheitswahl gewählt wurden, und dem ehrenamtlichen Ortsbürgermeister als Vorsitzendem. Die Wahl 2019 wurde als personalisierte Verhältniswahl durchgeführt, da zwei Wahlvorschlagslisten eingereicht wurden.
Die Sitzverteilung im Gemeinderat:
| Wahl | CDU               | WG                | Gesamt   |
| ---- | ----------------- | ----------------- | -------- |
| 2024 | per Mehrheitswahl | per Mehrheitswahl | 12 Sitze |
| 2019 | 3                 | 9                 | 12 Sitze |
| 2014 | per Mehrheitswahl | per Mehrheitswahl | 12 Sitze |

### Bürgermeister
Jürgen Leibfried (parteilos) wurde im Mai 2017 Ortsbürgermeister von Venningen. Bei der Direktwahl am 26. Mai 2019 wurde er mit einem Stimmenanteil von 81,98 % für weitere fünf Jahre in seinem Amt bestätigt. Bei der Direktwahl am 9. Juni 2024 setzte sich Leibfried mit 63,9 % gegen einen Mitbewerber durch. Da sich bei der Kommunalwahl 2014 kein Bewerber für die Aufgabe des Ortsbürgermeisters gefunden hatte, führte Leibfried vor seiner Wahl 2017 schon fast drei Jahre lang als erster Ortsbeigeordneter die Amtsgeschäfte. Seine Vorgänger als Ortsbürgermeister waren Michael Rohr und Roland Kuhn.

## Kultur

### Kulturdenkmäler

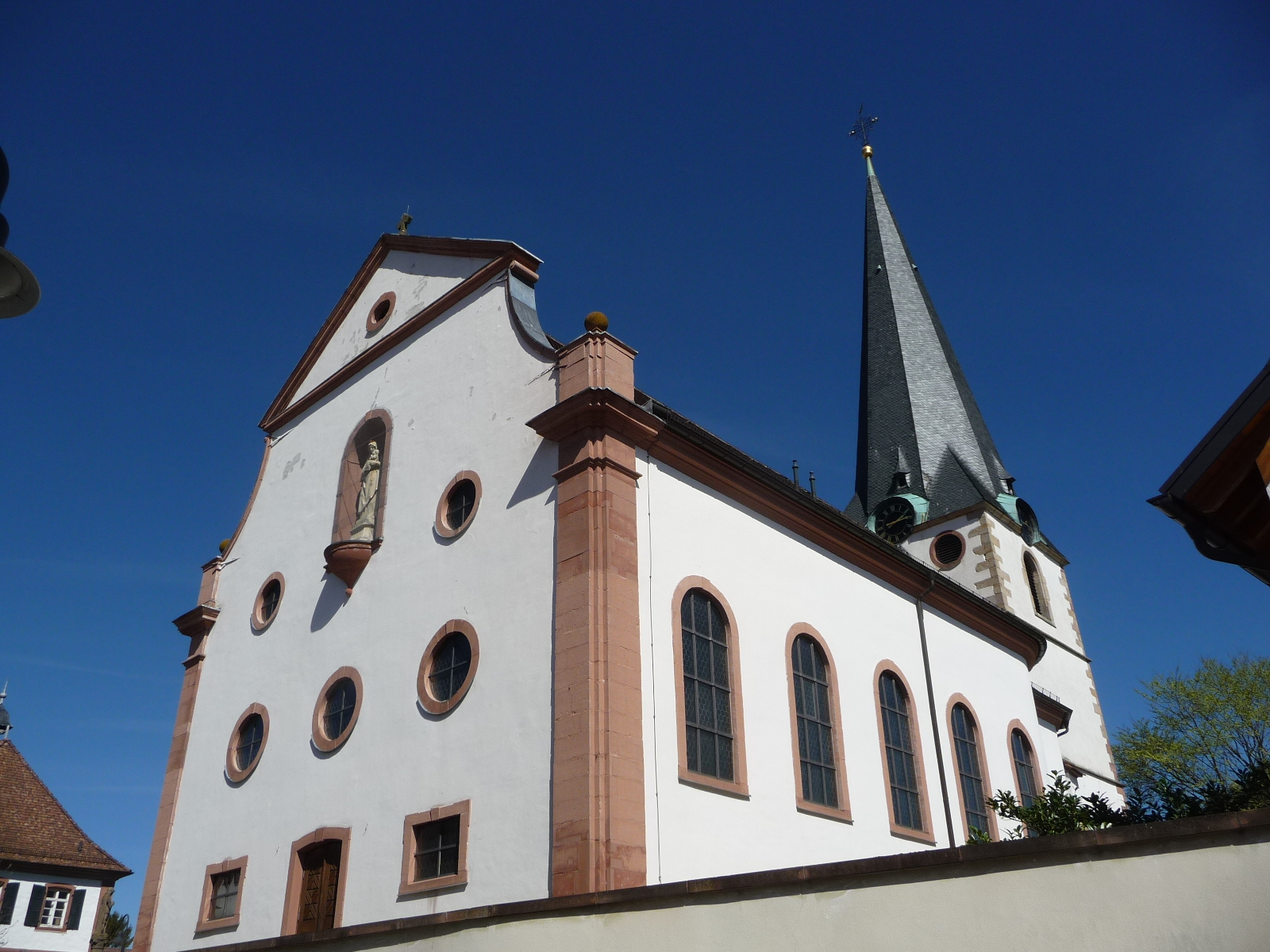
Katholische Pfarrkirche St. Georg

Der Ortskern und der jüdische Friedhof sind als Denkmalzonen ausgewiesen.
Zahlreiche Einzelobjekte stehen unter Denkmalschutz, darunter die frühere Synagoge.

### Natur
Einziges Naturdenkmal auf der Gemeindegemarkung ist Am Spitzbergel (Zypressen-Bärlapp-Kolonie).

## Wirtschaft und Infrastruktur

### Wirtschaft
Der Weinbau ist ein Hauptwirtschaftszweig des Ortes. Vor Ort befindet sich die Einzellage Doktor (443 ha). Diese gehört zur Großlage Trappenberg im Bereich Südliche Weinstraße des Weinanbaugebietes Pfalz. Im Ort befinden sich folgende  Weingüter.
- Weingut Bauer, Altdorferstraße 3
- Weingut A. Gies, Neustraße 2
- Weingut Der Glücksjäger, Cathrin und Andreas Pfaffmann-Wiedemann, Raiffeisenstraße 5
- Weingut Hund, Hauptstraße 3
- Wein & Likörhaus Jung, Am Mittelweg 14
- Marienhof–Weingut, Brennerei & Edelliköre Manufaktur, Edenkoberstraße 18
- Weingut Familie Merkel (Straußwirtschaft, August–Oktober), Altdorferstraße 1b
- Weingut Muffang, Edenkoberstraße 10
- Weingut Paulushof, Mühlstraße 15
- Weingut Waldschmitt, Mühlstraße 25
- Weinessiggut Doktorenhof (Georg-Heinrich Wiedemann), Raiffeisenstraße 5

### Verkehr
Nächstgelegener Bahnhof ist Edenkoben an der Pfälzischen Maximiliansbahn von Neustadt an der Weinstraße nach Wissembourg. Venningen wird zudem von der Buslinie 539 bedient.

## Persönlichkeiten

### Söhne und Töchter der Gemeinde
- Philipp Weindel (1900–1988), katholischer Geistlicher
- Petronia Steiner (1908–1995), Dominikanerin, Kirchenlieddichterin

### Personen, die vor Ort gewirkt haben
- Georg-Heinrich Wiedemann (* 1956), Essigproduzent und Autor